# Stefan Micheel
Stefan Micheel (* 14. Januar 1955 in Bochum) ist ein deutscher Künstler und Autor. Er arbeitet im öffentlichen Raum zwischen Stadt- und Naturraum in den Bereichen Aktionskunst, Konzept, Streetart, Fotografie und Video.

## Leben
Stefan Micheel begann seine künstlerische Ausbildung 1977/78 als Volontär am Schauspielhaus Bochum im Malersaal bei dem Künstler und Bühnenmaler Heinz Clemens, wo er Berührung mit der Bühnenmalerei, Plastik und dem Illusionismus auf der Bühne bekam. Nach dem Studienabschluss 1984 in Design für visuelle Kommunikation an der Fachhochschule Dortmund folgten Studien von 1984 bis 1989 an der Ruhr-Universität Bochum in Kunstgeschichte und in Philosophie und später an der TU Berlin in Astrophysik.
Bekannt wurde Micheel über das Künstlerduo p.t.t.red zusammen mit Hans Hs Winkler mit den Stadtrauminstallationen Goldener Schnitt durch Berlin (1987) und der „Rotverschiebung“ 1990 sowie ursa in orbit 1993. und dem Projekt „statue of liberty“ 1996.
Nach der Trennung der Arbeitsgemeinschaft p.t.t.red arbeitete Micheel schwerpunktmäßig im Bereich Kunst im öffentlichen Raum. Hierbei entstanden eine Reihe Videoarbeiten, die sich mit der Wirklichkeitsüberprüfung in der Stadt und im Naturraum beschäftigen wie z. B. Terra Nullus – wo die Vögel rückwärts fliegen.
Er war beteiligt an Gedenkgraffiti für Rosa Luxemburg am Potsdamer Platz Berlin. 1999 leitete er als Kurator das Ausstellungsprojekt berg-äther in Italien am Brenner auf der Sattelalm in der Einsiedlerbibliothek (p.t.t.red), an dem sich u. a. die Künstler Thomas Demand, Wolfgang Müller (Die Tödliche Doris) beteiligten.
2010 kuratierte er Westmauer und Schamanen u. a. mit dem beteiligten Künstler Christian Hasucha.
2023 veröffentlicht er das Buch "Das Empire State Building steckt im Kopf" ISBN 9783757575298 autobiographisch beschreibt er seinen Aufenthalt 1984 in New York City und seine Nonstop-Reise nach San Francisco.
2025 veröffentlicht er das Buch "Kunst am Weltenrand" ISBN 9783819058042, in dem er den Leser in seine Anfangszeit 1985 in die Mauerstadt West-Berlin mitnimmt.

## Arbeiten (Auswahl)
- Video „terra nullus - wo die vögel rückwärts fliegen“ 2001.[5]
- Akustische Installation „fortissimo“ U2 Berlin Alexanderplatz 2004.[10]
- Aktion „Valkyrie“ am Finanzministerium Berlin 2007.[11]
- Aktion "flucht über die restmauer" Mauergedenkstätte berlin 2001[12]
- am >>offenen grab<< der ulrike meinhof 2009 in der Hamburger Kunsthalle „MAN SON - Vom Schrecken der Situation“.[13][14]
- Projekt „Terra Nullus Watzmann“ 2002–2011.[15]
- Aktion "Faust" Frankfurt a. M. Commerzbank 2011.[16]
- Projekt „I.e.R.M. Indifferenz einer Renaissance Madonna“ Berlin 2017.[17]
- Projekt „E.i.H.d M. Expedition ins Haupt der Medusa“ Berlin 2018.[18]
- Projekt "Medusalauf" Berlin 2019[19]

## Ehrungen und Auszeichnungen
- 1988 Projektförderungen, Senatsverwaltung für Kulturelle Angelegenheiten, Berlin
- 1990 Projektförderungen, Senatsverwaltung für Kulturelle Angelegenheiten, Berlin
- 1995/96 PS1 Stipendium  New York
- Nominierung und Beteiligung am künstlerischen Wettbewerb Übergänge, Berlin
- 1997 Kunstfonds A2 Bonn
- 1998 Arbeitsstipendium Berlin
- 2000 Akademie Schloss Solitude Stipendium
- 2002 Nominierung zum internationalen medien/kunstpreis 2002, ZKM Karlsruhe
- 2003 Gewinn des Wettbewerbs Alexanderplatz U2 NGBK mit fortissimo